# Brassac (Ariège)
Brassac é uma comuna francesa na região administrativa de Occitânia, no departamento de Ariège.